# Csabaszabadi
Csabaszabadi este un sat în districtul Békéscsaba, județul Békés, Ungaria, având o populație de 351 de locuitori (2011). 

## Demografie
Componența etnică a satului Csabaszabadi
     Maghiari (74,61%)
     Slovaci (21,5%)
     Germani (1,3%)
     Necunoscut (2,59%)
     Alții (2,59%)
Componența confesională a satului Csabaszabadi
     Fără religie (29,91%)
     Romano-catolici (16,24%)
     Luterani (11,97%)
     Atei (2,56%)
     Reformați (1,99%)
     Necunoscută (37,32%)
     Alte religii (2,28%)
Conform recensământului din 2011, satul Csabaszabadi avea 351 de locuitori. Din punct de vedere etnic, majoritatea locuitorilor (74,61%) erau maghiari, existând și minorități de slovaci (21,5%) și germani (1,3%). Apartenența etnică nu este cunoscută în cazul a 2,59% din locuitori. Nu există o religie majoritară, locuitorii fiind persoane fără religie (29,91%), romano-catolici (16,24%), luterani (11,97%), atei (2,56%) și reformați (1,99%). Pentru 37,32% din locuitori nu este cunoscută apartenența confesională.